# Kärrtörel
Kärrtörel (Euphorbia palustris L.) är en i Sverige sällsynt växt i familjen törelväxter. 

## Beskrivning
Kromosomtalet är 2n=20.
Kärrtörel på västkusten har något bredare blad, än de som växer på Gotland.  Ska kanske därför klassas som en variant av basionymen.
På hösten efter blomningstiden rodnar bladen.

### Giftighet
Kärrtörel är enligt Den virtuella floran giftig. Enligt GIC inskränker det sig till att växtsaften är irriterande. Den finländska motsvarigheten till GIC, säger generellt om Euphorbia (alltså törelväxter i allmänhet) att växten är lokalt irriterande.

### Förväxlingsart
Vargtörel Euphorbia esula L.

## Habitat
I Sverige finns kärrtörel på Öland och Gotland, samt i norra Halland och i Bohuslän. 
Finns här och var på många platser i övriga Europa, från norra Spanien och österut till Ukraina och Kaukasien. Har tidigare varit allmän, men är i numer hotad i många lokaler p.g.a. mänsklig verksamhet. Generellt anses dock arten livskraftig (2014) enligt IUCN Red list.
Lokaler kan vara längs åar, sjökanter, utefter diken.

### Utbredningskartor
- Bohuslän  [5]
- Norden
- Norra halvklotet

Kärrtörel har enligt Catalogue of Life (Kew Garden) påträffats i Albanien, Altaj (Sibirien), Baltikum, Belgien, Bulgarien, Centraleuropeiska Ryssland, Danmark, Finland, Frankrike, Grekland, Italien, Kazakstan, Kroatien, Korsika, Montenegro, Nederländerna, Nordvästeuropeiska Ryssland, Norra Kaukasus, Norge, Polen, Rumänien, Ryssland, Schweiz, Serbien, Spanien, Storbritannien, Sverige, Tjeckoslovakien, Ungern, Transkaukasien, Tunis, Turkiet, Ukraina, Vitryssland, Västsibirien, Xinjiang (Kina), Österrike, Östeuropeiska Ryssland.

## Biotop
Fuktigt, halvskugga.

## Användning
Kärrtörel förekommer vid tillredningen av homeopatiska preparat. Eftersom den homeopatiska läran föreskriver långtgående utspädning torde kärrtörtelns giftighet inte vara påtagligt skadlig i sådana preparat.

## Bilder

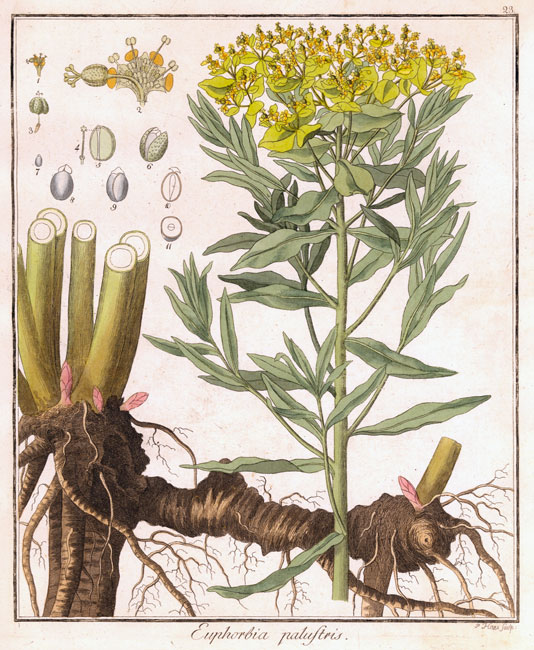
Kärrtörelns delar Handkolorerad gravyr av Peter Haas (1754-1804)
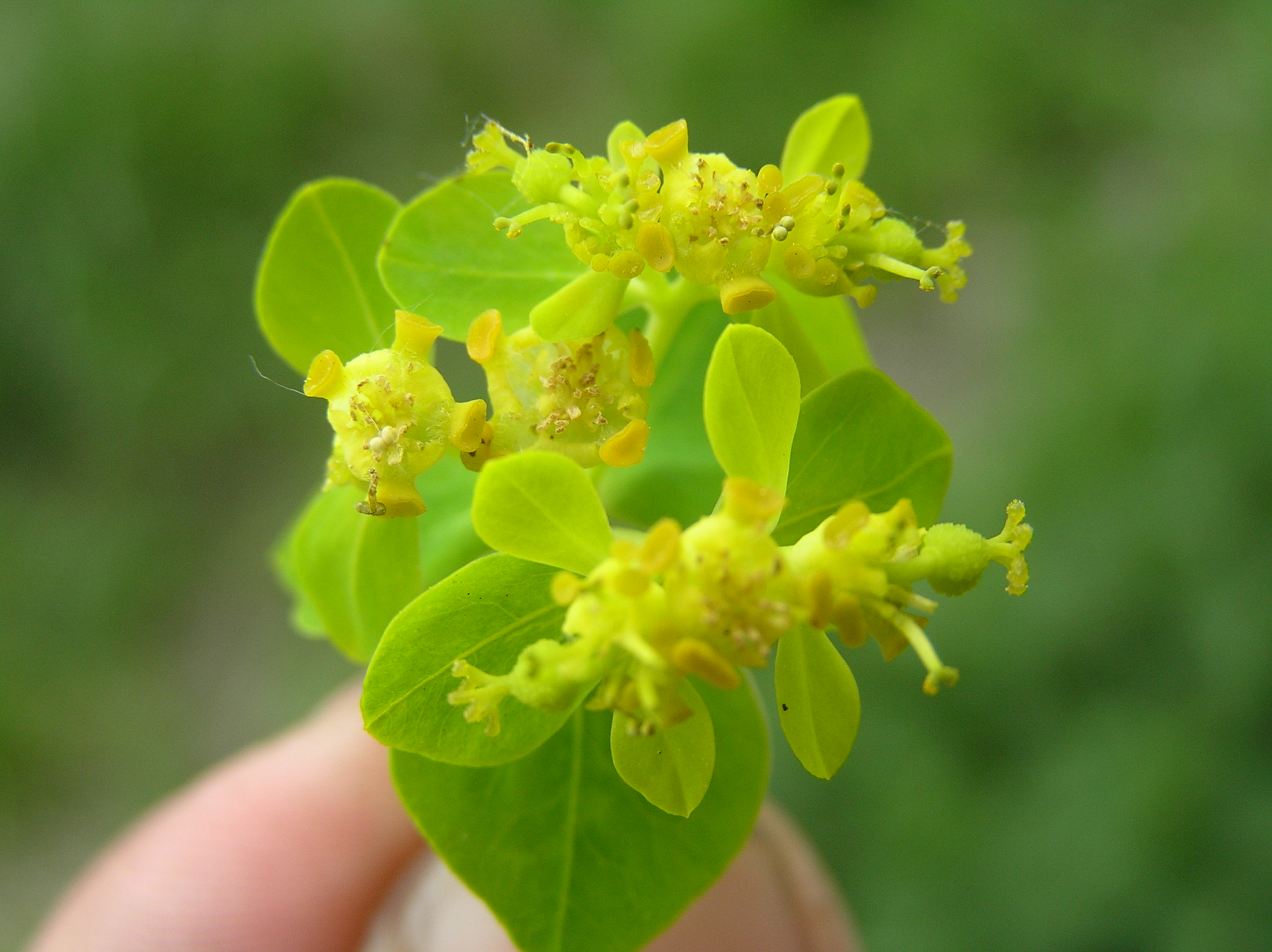
Blomma
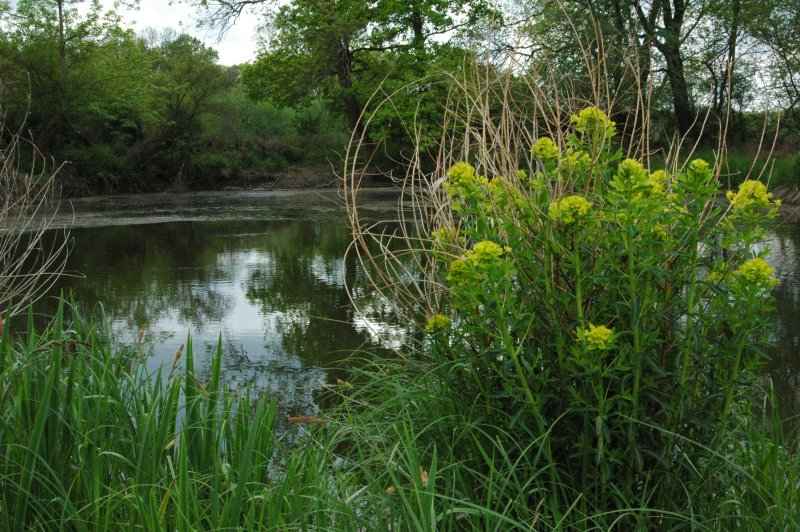
En tuva i kanten på en tjärn i Österrike
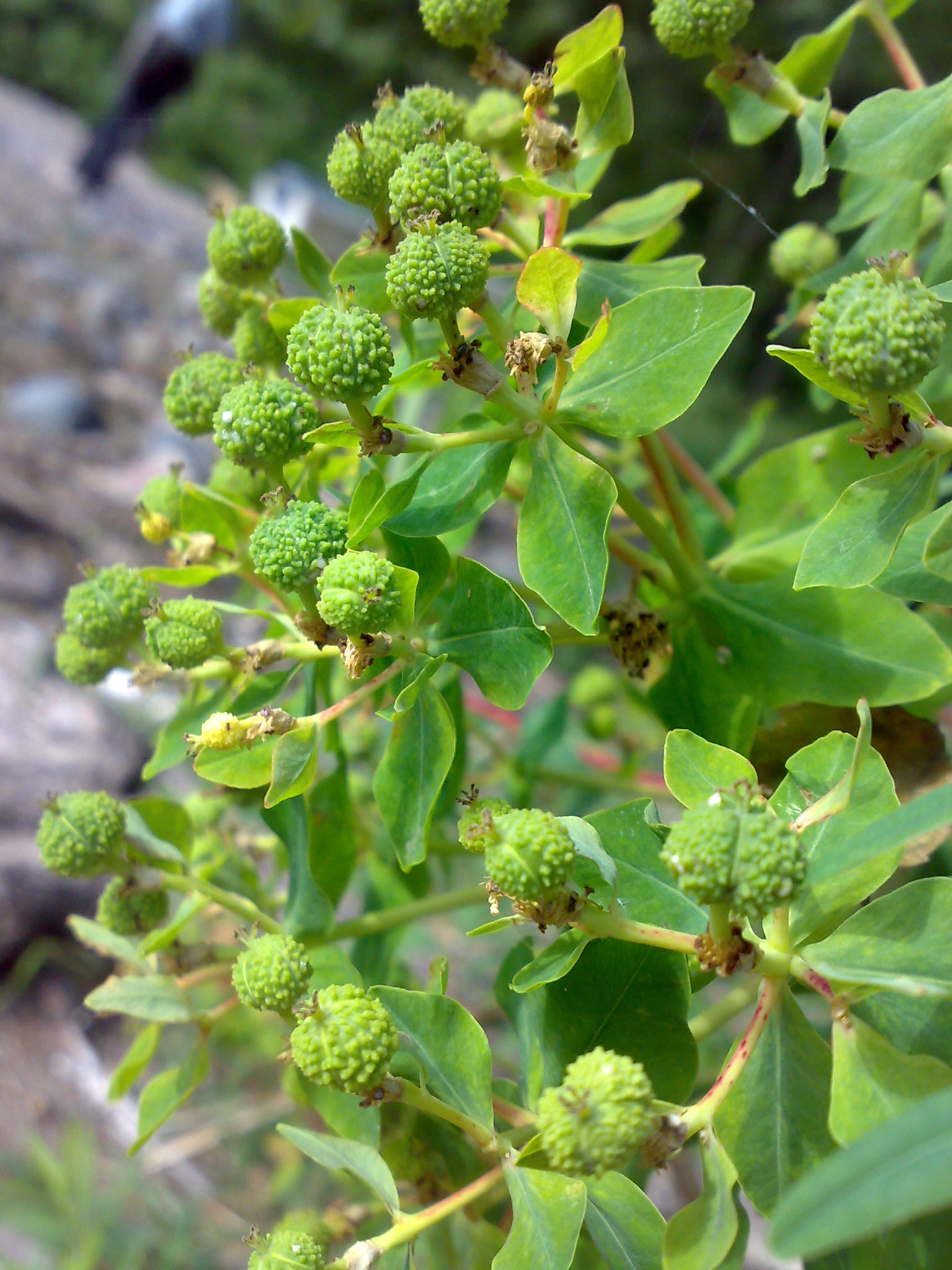
Mogna frökapslar
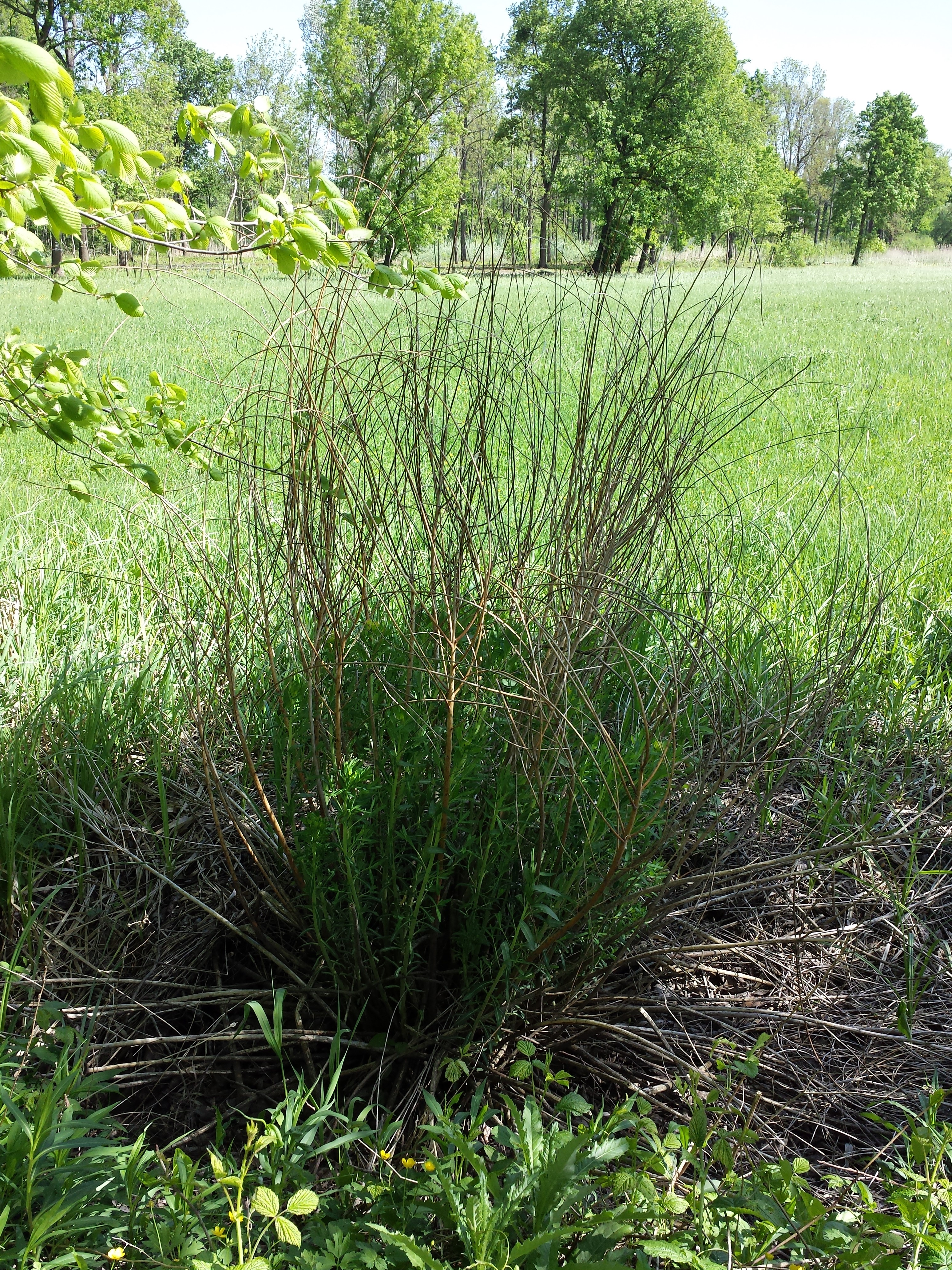
Sen höst Bara stjälkarna finns kvar som ett ris